# اقتطاع
الاقتطاع عند أهل المعاني حذف بعض الكلمة. وأنكر وروده في القرآن ابن الأثير ورد بعضهم وجعل منه فواتح السور على القول بأن كل حرف منه اسم من أسمائه تعالى. وادعى بعضهم أن الباء في قوله تعالى: ﴿وَامْسَحُوا بِرُءُوسِكُمْ﴾ أول كلمة (بعض) ثم حذف الباقي. ومنه قراءة (ونادوا يا مال) بالترخيم، ولما سمعها بعض السلف قال ما أغنى أهل النار عن الترخيم، وأجاب بعضهم بأنهم من شدة ما هم فيه عجزوا عن إتمام الكلمة. ويدخل في هذا حذف همزة (أنا) في قوله: ﴿لَّٰكِنَّا۠ هُوَ ٱللَّهُ رَبِّى﴾ إذ الأصل (لكن أنا) حذفت همزة (أنا) تخفيفا وأدغمت النون في النون.